# Vítkův kámen (Šumava)
Vítkův kámen (1036 m n. m.) je hora na pravém břehu Lipenské přehrady, nad osadou Svatý Tomáš, asi 5 km od obce Přední Výtoň. Na jejím vrcholu se rozkládá stejnojmenná zřícenina Vítkův kámen (též Vítkův hrádek), nejvyšší v celém Česku. Vítkův kámen je nejvyšším bodem fytogeografického podokresu Svatotomášská hornatina.
Ze Svatého Tomáše, vzdáleného asi 600 metrů jižně od vrcholu, je na Vítkův kámen trasovaná odbočka z červené turistické značky vedoucí do Přední Výtoně.

## Rozhledna
Občanské sdružení Vítkův Hrádek nechalo zříceninu a zejména věž zrenovovat (dokončeno roku 2005 při příležitosti 200. výročí narození spisovatele Adalberta Stiftera). Uvnitř věže bylo postaveno dřevěné schodiště o 61 schodech, vedoucí na plošinu, která slouží jako rozhledna, z níž je pěkný kruhový výhled jak na šumavské hřebeny (Plešská hornatina) a Lipno s okolím, tak i na Novohradské hory a četné kopce v Rakousku; při dobré viditelnosti je dokonce vidět i masiv Alp.

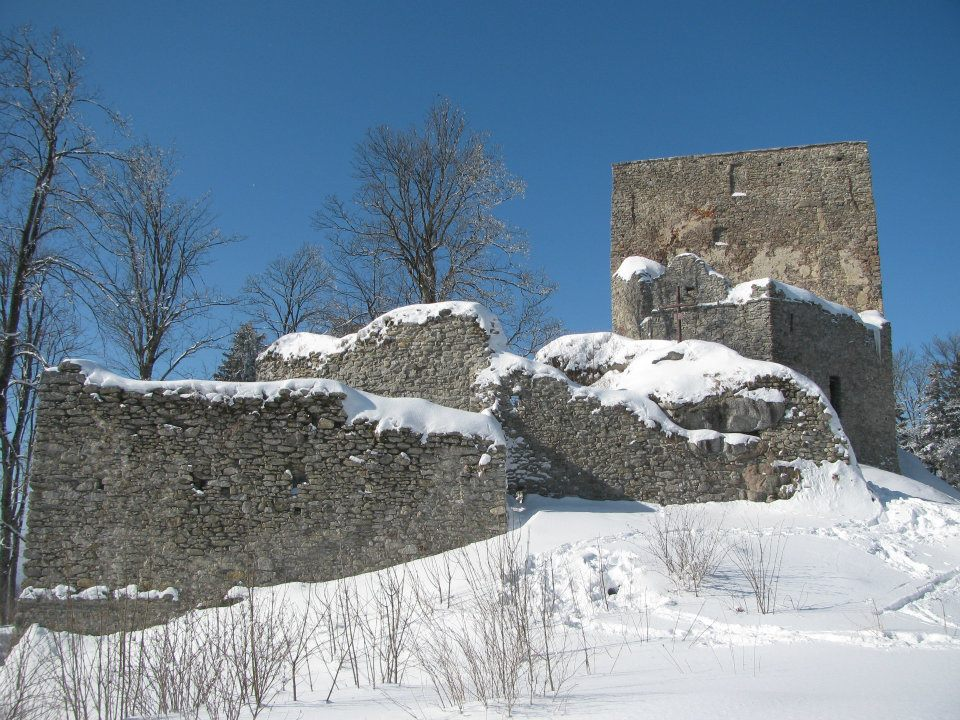
Zřícenina Vítkův kámen